# Grupo Baqueró
El Grupo Baqueró (antes Formación Baqueró) es una unidad geológica de edad Aptiense tardía que aflora en la provincia geológica Macizo del Deseado, Santa Cruz, Argentina.
Históricamente, los sedimentos de esta unidad fueron llamados de diferente manera. En un primer momento, fueron bautizados informalmente como "Baqueroense". Posteriormente, se le dio el nombre formal de Formación Baqueró con el que fue conocido durante muchos años. Actualmente, la unidad geológica es referida como Grupo Baqueró y se encuentra dividida en tres formaciones geológicas, las cuales son: Anfiteatro de Ticó, Bajo Tigre y Punta del Barco.

## Litología y ambiente de depositación

#### Formación Anfiteatro de Ticó
Esta unidad es la más basal dentro del Grupo Baqueró. Se apoya sobre sedimentos de diferentes formaciones de edad Jurásico Tardío. Previo a la depositación de los sedimentos de la Formación Anfiteatro de Ticó tuvieron lugar, durante el Jurásico Medio al Jurásico Tardío, movimientos tectónicos conocidos como Fase Araucánica. Estos movimientos crearon un relieve irregular de valles y colinas, que sufrieron meteorización durante el Cretácico Temprano. Sobre este relieve es que inicia la depositación de la Formación Anfiteatro de Ticó y debido a ello, el espesor de esta formación varía grandemente en su área de afloramiento.
La Formación Anfiteatro de Ticó está representada por conglomerados castaños clasto sostén, areniscas gruesas a finas y pelitas y limolitas grises oscuras. En algunas secuencias hacia el tope de la unidad, se intercalan pelitas con depósitos de tobas muy finas, macizas o escasamente laminadas. Los conglomerados y las areniscas representan ríos entrelazados con una moderada sinuosidad. Estos desembocaban en un gran lago, representado por las pelitas y tobas finas. Con el paso del tiempo, este lago aumentó su nivel de agua debido a un aumento en las precipitaciones, colmatándose luego debido a la caída recurrente de cenizas volcánicas. Al mismo tiempo que el lago modificaba su nivel de agua, los ríos que desembocaban en el mismo cambiaron su régimen de flujo, pasando a ser más arenoso y de mayor sinuosidad.

#### Formación Bajo Tigre
Por sobre la Formación Anfiteatro de Ticó se deposita la Formación Bajo Tigre. El contacto entre estas unidades es paraconcordante, debido procesos erosivos locales en el tope de la Formación Anfiteatro de Ticó, que generaron una superficie irregular.
La Formación Bajo Tigre está representada íntegramente por tobas finas a gruesas y brechas piroclástica, de color blanco a castaño, masivas o pobremente laminadas. En algunos niveles se puede observar moderada bioturbación y el crecimiento de paleoraíces, evidenciando exposición aérea y un desarrollo de paleosuelos incipiente.
La alta frecuencia de los depósitos de brechas piroclásticas se asocia con flujos efímeros, encauzados en valles amplios y poco profundos, producidos por precipitaciones torrenciales. La paleotopografía de la Formación Bajo Tigre se interpreta como colinas rodeadas por estos valles con desarrollo de cuerpos de agua fangosos o arenosos.

#### Formación Punta del Barco
Esta formación posee una base erosiva, que representaría una discordancia angular de bajo grado. Esta superficie erosiva se ve sobre las formaciones Anfiteatro de Ticó y Bajo de Tigre, pero también sobre las unidades Jurásicas anteriores.
La Formación Punta del Barco está representada en su mitad inferior por conglomerados finos a medianos, clasto sostén, macizos o con una débil imbricación de sus clastos y estructuras entrecruzadas en artesa. Los clastos que componen estos conglomerados provienen de la erosión de los sedimentos infrayacentes, tanto de edad Jurásica como Cretácica. Estos paquetes de conglomerados culminan con areniscas con estructuras entrecruzadas en artesas o, más rara vez, con pelitas laminadas.
En su mitad superior la formación muestra depósitos de tobas laminadas, con estructuras entrecruzadas en artesa o macizas. Estos depósitos tobáceos muestran evidencia de bioturbación o el desarrollo de raíces muy ramificadas.
Los depósitos de la mitad inferior se interpretan como un sistema de ríos entrelazados que se asentaron erosionando el sustrato subyacente. La presencia de algunas tobas y pelitas laminadas se relacionan momentos de bajo caudal de agua en los canales. El progresivo aumento de la actividad volcánica en la zona propició el depósito de las tobas de la mitad superior, las cuales cubrieron paulatinamente el sistema fluvial, reduciéndolo hacia el tope de la unidad. A su vez, una reducción de las pendientes produjo un cambio de régimen en los canales fluviales existentes, pasando a ser un sistema de meandros, de sinuosidad baja y ciclicidad alta. La presencia de raíces en algunos niveles de toba indica un lapso de tiempo con poca caída de ceniza, lo que permitió el desarrollo de suelos y vegetación.

## Paleontología
El Grupo Baqueró posee un registro de plantas fósiles muy rico, el cual fue ampliamente estudiado por diversos autores desde principios del siglo XX hasta la actualidad. El registro fosilífero incluye también bivalvos, gasterópodos, insectos y trazas fósiles de decápodos.

#### Paleoinvertebrados
En la Formación Anfiteatro de Ticó se han hallado bivalvos de agua dulce de la especie Diplodon baqueroensis y gasterópodos. Se considera que estos animales vivieron en los cuerpos de agua dulce presentes al momento de la depositación de dicha formación.
En esta misma unidad geológica, dos especies diferentes de insectos fueron descriptas: Blattulopsis popovi una tegmina de un Blattodeo (orden que agrupa a las cucarachas entre otros insectos) y un fragmento de ala de un Petaluridae (familia de Odonatos con pocos representantes actuales, que incluye a las primeras libélulas).
En las formaciones Bajo Tigre y Punta del Barco fueron registrados icnofósiles producidos por decápodos. Diferentes tipos de icnofósiles fueron hallados: trazas de vivienda y alimentación y otras asociadas con la reproducción/nidificación. Las trazas de vivienda y alimentación (Loloichnus baqueroensis) son tubos rectos a ligeramente curvos, verticales a oblicuos, que se dividen en forma de Y hacia la porción superior. Pueden contener depósitos fecales en su interior. Estos tubos fueron producidos por cangrejos de río, probablemente de la familia Parastacidae. Estos fósiles fueron hallados en paleosuelos, donde se cree que los individuos excavaban hasta alcanzar el nivel de agua subterránea y se alimentaban de los detritos vegetales disponibles en los suelos. Considerando los requerimientos ecológicos actuales de los cangrejos de río, se estableció que estos icnofósiles fueron construidos en un clima templado.
Se identificaron dos morfologías de trazas de reproducción/nidificación, cada una representando una estrategia reproductiva diferente. Cellicalichnus meniscatus es un icnofósil descripto como celdas pequeñas relacionadas a través de un angosto cuello con las trazas de vivienda y alimentación, ubicándose perpendicularmente a ellos. Por otro lado, Dagnichnus titoi es un icnofósil conformado por una cámara semiesférica de la cual parten tubos angostos y cortos, que se curvan hacia el extremo, y pueden organizarse en dos o tres ciclos. Ambos icnofósiles se considera que responden a diferentes estrategias reproductivas. En Cellicalichnus meniscatus se considera que las crías comenzaban su ciclo de vida en los túneles donde vivían los adultos y luego estas excavaban su propio habitáculo. Por su parte, en Dagnichnus titoi la cámara semiesférica podría haber sido construida por la hembra y haber funcionado como un receptáculo de agua o alimento para las larvas. Con el tiempo, estas se convertirían en juveniles y excavarían su propio tubo de vivienda y alimentación. Dagnichnus titoi se halla en depósitos donde Loloichnus baqueroensis y Cellicalichnus meniscatus son raros. Esto sugiere que las dos estrategias de reproducción probablemente eran controladas por condiciones ambientales o por los cambios de estación.

#### Paleobotánica

##### Briofitas
Solo una especie de Briofita fue descripta para la Formación Anfiteatro de Ticó: Ricciopsis grandensis. Esta especie está representada por talos de forma lineal o triangular agrupados formando rosetas de hasta 1.5 cm de diámetro. Cada talo mide 0.10 a 0.20 cm de ancho y 0.20 a 0.50 cm de largo, con una marcada costilla media. Estos talos pueden dicotomizarse hasta tres veces. Estos fósiles se relacionan con el género actual Riccia y representan el primer registro fósil para Argentina.

##### Helechos
Diversas familias de helechos han sido registradas en el Grupo Baqueró

###### Familia Dennstaedtiaceae
Se ha descripto material estéril y fértil de Cladophlebis tripinnata. Esta especie corresponde a hojas tripinnadas, con pínnulas alternas, lanceoladas y de ápice redondeado. Las bases de las pínnulas son decurrentes y sus márgenes crenados a lobados. En el envés de las pínnulas fértiles, se observan esporangios aislados y redondeados, de 0.1 mm de diámetro. Dentro de ellos se hallaron esporas triletes y monoletes de paredes lisas, una característica de la familia.

###### Familia Schizaeaceae
Material fragmentario hallado en la Formación Anfiteatro de Ticó ha sido asignado a esta familia. Corresponde a hojas estériles, imparipinnadas, de forma triangular, donde se observa una reducción de tamaño en las pinnulas desde la base hasta el ápice. Las pinnulas son falcadas, de margen lobulado y base asimétrica.

###### Familia Lygodiaceae

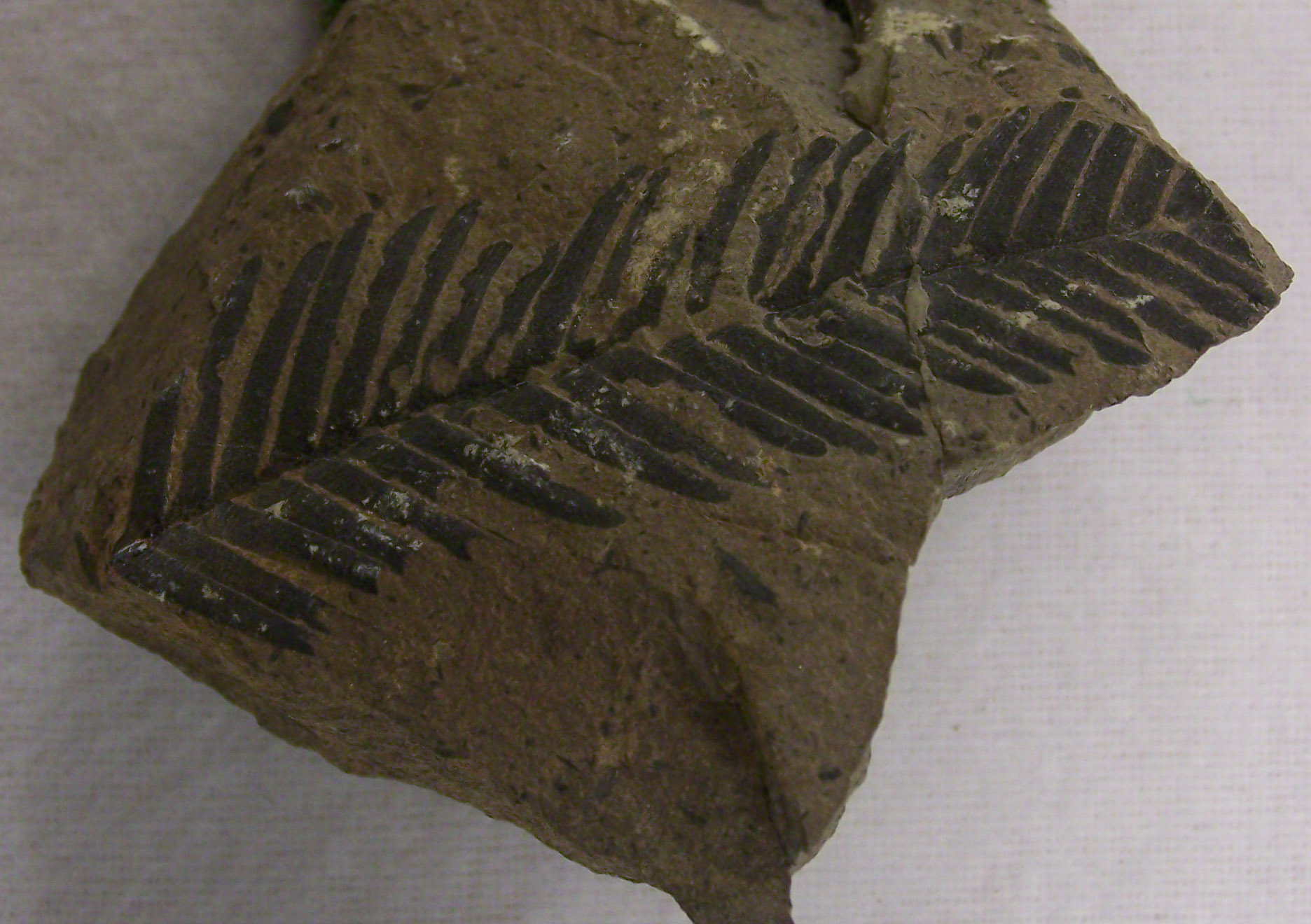
Ejemplo de una fronde del orden Bennettital

Material fragmentario fue asignado a esta familia, posiblemente hallado en las formaciones Bajo Tigre o Punta del Barco. Este material representa una única pínnula con dos a tres lóbulos, inervada por una vena media que da lugar a tres o cuatro ramificaciones. A su vez, estas ramificaciones se dividen dicotómicamente dos o tres veces. Este material fue tentativamente relacionado con el género actual Lygodium. 

###### Familia Pteridaceae
Adiantopteris tripinnata, de la Formación Anfiteatro de Ticó, es una hoja estéril, de forma triangular, bipinnada a tripinnada, con pínnulas simples y en forma de abanico. Las pínnulas pueden dividirse en dos hasta cuatro segmentos con forma de cuña y sus márgenes son dentados.

###### Familia Cyatheaceae
Cyathea cyathifolia corresponde a restos de hojas bipinnadas, con pínnulas fértiles y estériles, opuestas, simétricas, oblongo-angostas, con ápice redondeado, base truncada y margen entero. En las pinnulas fértiles se observaron esporangios ovales a redondeados, que portan esporas triletes, lisas, similares a las del género actual Cyathea.

###### Familia Gleicheniaceae
Gleicheniaceaephyllum san-martini corresponde a hojas bipinnadas, con pinnas opuestas a sub-alternas y pinnulas alternas, isodiamétricas, de bordes enteros y lisos. Cada pinnula posee en su base un único soro, que porta 5-9 esporangios.
Gleichenites argentinica presenta hojas bipinnadas, con pinnas opuestas y lineares, que se angostan un poco hacia el ápice. Las pinnulas son alternas, de bordes enteros y lisos, llegándose a fusionar sus bases hacia el ápice de las pinnas. Las pínnulas poseen 4 o más soros circulares, que portan 4-6 esporangios. Esta forma es similar a los helechos del actual género Diplopterygium.
Gleichenidites vegagrandis corresponde a hojas bipinnadas, con pinnas largas y lineares, que portaban pinnulas de bordes asimétricos, enteros y lisos. Cada pinnula posee un único soro esférico, que porta 22-25 esporangios. Se desconoce la posición sistemática de esta especie dentro de la familia Gleicheniaceae.
Gleichenites feruglioi corresponde a hojas bipinnadas, con pinnas muy largas y lineares. Las pinnulas son casi simétricas ya que su ápice se curva ligeramente hacia el ápice de la pinna. Las pinnulas son alternas con un borde liso, pero recurvado. Cada una portaba en su base un único soro, pero los materiales conocidos de esta especies no muestran los muestran claramente, sino las marcas donde estos se ubicaban. Se desconoce la posición sistemática de esta especie dentro de la familia Gleicheniaceae.

###### Familia Equisetaceae
Equisetites pusillus corresponde a tallos delgados que portan conos fértiles. Los conos están compuestos por esporangióforos (pequeños ejes que portan una lámina romboidal a hexagonal en su extremo de la cual penden los esporangios) dispuestos helicoidalmente. En los esporangios se observan esporas sin apertura, de contorno circular a subcircular, lisas pero con frecuentes pliegues.

###### Fósiles de Helechos de afinidad incierta
Cladophlebis cinerium consta de rizomas en posición de vida y hojas en conexión orgánica. Los rizomas son cilíndricos, de aspecto robusto y horizontales y algunos se hallan preservados con raíces adventicias en conexión orgánica. Estas son delgadas, de aspecto filamentoso y en general están ramificadas. Las frondes son bipinnadas, con raquis primarios rígidos que hacia el ápice de la fronde se tornan flexibles, ya que el ancho de los mismos disminuye paulatinamente. Las pinnas son lanceoladas, levemente falcadas, imparipinnadas, y se disponen de forma alterna a subopuesta. El raquis secundario es rígido y disminuye en grosor hacia su ápice. La morfología de las pínnulas es variable, siendo principalmente falcadas, pero en la base son por lo general un poco más lanceoladas. Todas las pínnulas tienen márgenes enteros y son de ápice agudo a levemente redondeado, alternas a sub-opuestas. Por estas características, esta especie podría pertenecer a las familias Osmundaceae, Dennstaedtiaceae o Cyatheaceae.

##### Gymnospermas

###### Cycadales
Las cycas son un grupo vegetal con grandes hojas pinnadas y troncos que conservan sus bases foliares, lo que le da un aspecto parecido a las palmeras, grupo con el que se las confunde habitualmente. Las semillas de este grupo son consideradas "desnudas", como en el resto de las gymnospermas, por carecer de una segunda capa protectora de tegumento, presente en las plantas con flor.
Una gran cantidad de especies de hojas de Cycadales fueron descriptas dentor del Grupo Baqueró, muchas de ellas en la Formación Anfiteatro de Ticó. Especies de los géneros Eobowenia (1 especie), Mesosingeria (7 especies), Pseudoctenis (3 especies), Sueria (2 especies) y Ticoa (5 especies) fueron publicadas. Incluso fueron descriptas tres especies de microesporofilos (hojas modificadas que portan los sacos polínicos) agrupadas en el género Androstrobus. En los sacos polínicos de estos microesporofilos fueron hallados granos de polen redondeados a fusiformes, con una única apertura alargada (llamada sulco).

###### Bennettitales
Las Bennettitales, grupo actualmente extinto, son similares morfológicamente a las Cycadales, pero poseen características en la epidermis de sus hojas y sus conos femeninos que las separan en un grupo independiente.
Este grupo sólo fue hallado en la Formación Anfiteatro de Ticó. Su registro comprende una gran cantidad de especies de hojas de los géneros Dictyozamites (4 especies), Otozamites (3 especies), Pterophyllum (1 especie), Ptilophyllum (2 especies), Willamsonia (3 especies) y Zamites (2 especies). Materiales fértiles fueron descriptos bajo los géneros Cycadolepis (9 especies) y Williamsonia (2 especies).

###### Coniferales
El clado de las coníferas agrupa a la mayoría de las gimnospermas actuales. Están caracterizados por poseer conos masculinos y femeninos preferentemente en una misma planta y hojas simples lineales, aciculares (como aguja) o con forma de punzón.
Entre las familias de coníferas registradas en el Grupo Baqueró, se encuentra la familia Araucariaceae. En la actualidad esta familia comprende tres géneros arbóreos (Araucaria, Wollemia y Agathis), con hojas de morfología variada (con forma de escama, lineales, oblongas o elípticas) y conos de gran tamaño, de lento crecimiento y con la particularidad de desarmarse al momento de la madurez del mismo. En el Grupo Baqueró, se han hallado restos de madera fósil del género Agathoxylon, el cual es relacionado con esta familia. Fueron descriptas dos morfoespecies de Araucarites, un morfogénero que abarca fósiles de complejos bráctea+escama+óvulo con características "araucarioideas". Notopehuen brevis es un fósil relacionado con la familia Araucariaceae que consiste en ramas portadoras de hojas escamiformes y conos con granos de polen del tipo Araucariacites. Por otra parte, Alkastrobus peltatus es un cono pequeño, portador de granos de polen del género Cyclusphaera, también relacionado con la familia Araucariaceae.
La familia Podocarpaceae comprende en la actualidad 19 géneros distribuidos mayoritariamente en el trópico y subtrópico del hemisferio sur. En el grupo Baqueró se hallaron diversos restos de ramas que portan diferentes morfologías de hojas y conos fértiles (tanto femeninos como masculinos) asignables a esta familia (Trisacocladus tigrensis, Apterocladus lanceolatus, Squamastrobus tigrensis, Morenoa fertilis). Ramas estériles portando hojas de también fueron halladas (Podocarpus dubius). El registro de granos de polen asignables a esta familia es variado, hallándose los géneros Podocarpidites, Callialasporites, Gamerroites, Microcachryidites.
La familia Cheirolepidiaceae es un grupo extinto de coníferas. En el Grupo Baqueró el registro megaflorístico de esta familia es escaso, representado por el género Tomaxiella que consiste en ramas con hojas con conos relacionados y restos de madera asignadas a los géneros Protocupressinoxylon y Brachyoxylon. Sin embargo, el registro polínico, representado por el género Classopollis, es amplio. 

###### Gnetales
Pocos materiales han sido hallados relacionados con la familia Ephedraceae. La especie fósil hallada en la Formación Anfiteatro de Ticó es Ephedra verticillata, representada por ramas rectas y fuertes que portan verticilos de ramas más pequeñas y terminan en estructuras reproductivas portadoras de semillas. Las ramas presentan finas costillas en toda su extensión y no hay evidencias de que portaran hojas.

##### Angiospermas
Las plantas con flor poseen un registro acotado en el Grupo Baqueró. La depositación de estos sedimentos ocurrió en un momento de la historia evolutiva de las angiospermas en el que el grupo no era muy abundante en los ecosistemas terrestres.
A pesar de la baja abundancia de angiospermas para esta época, han sido hallados fragmentos de hojas con características angiospérmicas en los sedimentos del Grupo Baqueró. Las características morfológicas de estos restos permiten ubicarlas dentro de los grupos basales de angiospermas, sin embargo, la alta fragmentación del material impide realizar una relación más detallada dentro de dichos grupos.
Entre los granos de polen han sido descriptos varios géneros. El género Clavatipollenites representa al grupo de angiospermas basales de la familia Chloranthaceae. Diversas morfologías de este género han sido descriptas para el Grupo Baqueró. Muchos géneros hallados en el Grupo Baqueró (Retimonocolpites, Lethomasites, Retiacolpites, Monocolpopollenites, Jusinghipollis) no poseen una afinidad definida dentro de las angiospermas, ya que presentan características morfológicas presentes en diferentes familias.